# Stan, Mirna
Stan este o localitate din comuna Mirna, Slovenia, cu o populație de 95 de locuitori.